# Бадалов Павло Петрович
Павло́ Петро́вич Бадалов (нар. 10 грудня 1925, Тбілісі — пом. 4 липня 2013) — доктор біологічних наук, професор Харківського національного технічного університету сільського господарства, академік Лісівничої академії наук України (ЛАНУ), провідний науковий співробітник лабораторії селекції Українського науково-дослідного інституту лісового господарства і агролісомеліорації імені Г. М. Висоцького (УкрНДІЛГА).

## Біографія
Народився 10 грудня 1925 року в місті Тбілісі (Грузія). Брав участь у Другої світової війни як військовий електроосвітлювач, авіамеханік. Після закінчення військової служби у 1951 році став студентом Лісотехнічної академії імені С. М. Кірова у Ленінграді (тепер — Санкт-Петербурзька лісотехнічна академія). У 1956 році закінчив лісогосподарський факультет за кваліфікацією «Інженер лісового господарства». Трудову діяльність як лісівник розпочав у 1956 році лісничим Колошинського лісництва Усвятського лісгоспу. У 1959 році очолював Селігерський лісгосп в Росії. З 1963 року П. П. Бадалов заступник директора з науки Веселобоковеньківської селекційно-дендрологічної дослідної станції у Кіровоградській області, а з 1971 року обіймає посаду директора станції. У 1965 році захистив кандидатську дисертацію у Лісотехнічній академії. З 1971 року працює старшим науковим співробітником за спеціальністю — лісові культури, селекція і лісове насінництво в УкрНДІЛГА (Харків). У 1987 році захистив докторську дисертацію в Українській сільськогосподарській академії (Київ) за спеціальністю 06.03.01 — лісові культури, селекція, насінництво і озеленення міст. Від 1989 року працює старшим, головним та провідним співробітником лабораторії селекції УкрНДІЛГА.
З 2003 року професор кафедри обладнання лісового комплексу Харківського національного технічного університету сільського господарства. Підготовку фахівців здійснював за напрямками: «Обладнання лісового комплексу», «Інженерна механіка», «Деревообробні технології». Викладав навчальні дисципліни — «лісівництво і ґрунтознавство», «агролісомеліорація», «деревинознавство» та ін.
Помер 4 липня 2013 року у Веселих Боковеньках, де й похований.

## Наукові праці
Основний напрям наукових досліджень професора Бадалова П. П. — інтродукція, селекція та віддалена гібридизація деревних й чагарникових рослин методами селекції, апоміксису для умов Північного Степу. Вперше у світі вчений використав деякі типи апоміксису (псевдогамія, індукований та автономний партеногенез) з наступним подвоєнням геному для виведення гомозиготних форм (ліній) горіхів. Під його керівництвом виведено зимостійкі, врожайні, з підвищеним вмістом білку та високою якістю ядра великоплодні сорти горіха волоського, що не мали собі рівних на виставках у Москві, Києві, Харкові. Вчений отримав швидкоростучі міжвидові гібриди горіхів Juglans L. з гарним забарвленням текстурою деревини. Багато з них проходять випробовування за межами України — у Воронежі та Іспанії.
У науковому доробку професора Бадалова є 3 винаходи, 66 наукових і 55 науково-популярних статей, методичні роботи. Найбільш значущі наукові праці:
- (рос.) Бадалов П. П. Отдаленная гибридизация в селекции фундука на зимостойкость // Лесоводство и агролесомелиорация. — К.: Урожай, 1990. — Вып. 81. ─ С. 7-9.
- Бадалов П. П. Селекція гібридів між горіхами маньч-журським і волоським на зимостійкість та високі якості плодів // Лісівництво і агролісомеліорація. — К.: Урожай, 1995. — Вип. 90. — С. 32-35.
- (рос.) Бадалов П. П. Селекция ореха грецкого и его размножение на Украине / Экспресс-информация. — 1999. — № 1-2. ─ С. 1-17.
- (рос.) Бадалов П. П. Использование некоторых типов апомиксиса для получения растений повышенного генетического уровня у видов Juglans L. и Quercus L. // Лесоводство и агролесомелиорация. — Харків: «С. А.М», 2004. — Вип. 106. — С. 217—221.
- (рос.) Бадалов П. П. Новые формы ореха грецкого для Степной и Лесостепной зон Украины // Лесоводство и агролесомелиорация. — Харьков: «С. А.М», 2006. — Вип. 109. — С. 157—164.

## Нагороди
У 2005 році вчений отримав відзнаку Держкомлісгоспу України «Почесний лісівник України». За бойові заслуги під час Другої світової війни нагороджений численними орденами — Вітчизняної війни II ступеня, Богдана Хмельницького, і медалями: «За взяття Берліна», «За бойові заслуги», «За взяття Варшави», «За перемогу над Німеччиною у Великій вітчизняній війні 1941—1945 р.»